# Арктична гіпотеза
Аркти́чна гіпо́теза — застаріла
 гіпотеза, що припускає розташування прабатьківщини індоаріїв (або індоєвропейців) у полярних районах Євразії. Сформулював її 1903 року індійський дослідник текстів Вед Б. Г. Тілак у книзі «Арктична батьківщина у Ведах».
У минулому прибічниками гіпотези були деякі німецькі мислителі початку XX століття. Також її висловлювали барон фон Лібенфельс, автор суперечливої праці «Теозоологія» (1904), і Герман Вірт, голова товариства з вивчення спадщини предків «Аненербе».
Нині її прихильниками є окремі індійські і російські дослідники. Вона набула значного поширення в навколонаукових і націоналістичних колах Росії.

## Аргументи Тілака
Б. Г. Тілак у книзі «Арктична батьківщина у Ведах» (1903) намагається довести, що тексти Вед і Упанішад зафіксували астрономічні реалії арктичних широт, тому прабатьківщина аріїв, на його думку, розташовувалася саме там. Він пише:
У Рігведі (X. 89.2-4) бог Індра «підтримує небо і землю, як колесо воза підтримується віссю» і обертає «віддалену сферу, як колеса воза». Якщо ми об'єднаємо ці дві вказівки на те, що небо підтримується на осі і рухається, як колесо, то чітко побачимо, що описуваний рух співвідноситься тільки з тією небесною півсферою, яку можна спостерігати лише на Північному полюсі. У Рігведі (I. 24.10) сузір'я Великої Ведмедиці описується як розташоване високо, тобто в положенні, видимому тільки в циркумполярній області.
Твердження, що день і ніч богів тривають по 6 місяців, розповсюджене в староіндійській літературі.

«На Меру боги бачать сонце після його одноразового сходження протягом його шляху, рівного половині його обертання навколо землі».
У «Тайттирія-брахмані» (III, 9, 22.1) і Авесті (Вендідад, Фаргард II) рік порівнюється з одним днем, оскільки сонце сідає і сходить лише раз на рік.
Велика кількість гімнів Рігведи присвячена богині ранкової зорі — Ушас. Причому йдеться, що зоря триває дуже довго, що зір дуже багато і вони рухаються по горизонту, що інтерпретується Тілаком як свідчення про приполярні області.

## Аналогічні дослідження
Тілак багато цитує свого попередника, професора порівняльного богослов'я і філософії релігії Бостонського університету Вільяма Воррена. 1885 року він видав книгу «Віднайдений рай на Північному полюсі», в якій, спираючись на різні міфологічні традиції, обґрунтовував походження людства з Арктики. Подібні ідеї 1910 року висловлював російський популяризатор біології Є. О. Єлачич.

## Критика гіпотези
Слабким місцем цієї гіпотези є практично повна відсутність можливості пов'язати її з якою-небудь археологічною культурою.
Г. М. Бонгард-Левін та Е. А. Грантовський відзначають, що міфологеми, пов'язані з північчю, північною країною, найпевніше з'явилися в аріїв на їхній прабатьківщині завдяки контактам з північними фіно-угорськими сусідами.
Топоніміст, доктор хімічних наук А. Л. Шилов піддав критиці А. В. Кузнєцова і С. В. Жарнікову за використання санскриту при розшифровці північноросійських топонімів, причому не тільки неясного походження, але й тих, що мають, на його думку, цілком прозору прибалтійсько-фінську або саамську етимологію. Наприклад, Гангозеро — від карел. hoanga «розвилка» або hanhi «гусак»; струмок Сагарев — від карел. і вепс. sagaru «видра». Здобувач Інституту лінгвістичних досліджень РАН А. І. Соболєв також зазначає, що міф про санскритське походження назв Півночі ґрунтується на простих суголоссях, які не мають нічого спільного з науковою етимологією. Топонім Гангозеро насправді пов'язаний з формою озер і сходить до карел. hangas «розвилка між великим і вказівним пальцями», а топонім Мандера вказує на прибережне положення об'єктів і запозичений у російські говірки Обонежжя з карел. mandere «материк».

## Прихильники гіпотези
- Б. Г. Тілак — індійський націоналіст, один із лідерів руху за незалежність;
- Н. Р. Гусєва[ru] — індологиня і етнографка, докторка історичних наук, лауреатка Міжнародної премії ім. Джавахарлала Неру[en], авторка понад 150 наукових праць з культури і древніх форм релігії аріїв;
- В. М. Дьомін[ru] — письменник, доктор філософських наук, член Спілки письменників Росії, організатор аматорських експедицій на Кольський півострів, автор понад 100 праць наукового, науково-художнього і белетристичного змісту, серед яких 20 книг;
- С. В. Жарнікова — етнографка, кандидатка історичних наук, член Міжнародного клубу вчених;
- Г. Н. Базлов — етнограф, кандидат історичних наук, член правління Російського фольклорного союзу[9].

### Критика
- Бонгард-Левин Г. М., Грантовский Э. А. От Скифии до Индии. Древние арии: мифы и история. — М. : Мысль, 1974. — 206 с. Архівовано з джерела 28 лютого 2021
- Шнирельман В. А. «Светлые арийцы» и «посланцы темных сил»: заметки об особенностях современной антисемитской и расистской пропаганды [Архівовано 9 січня 2021 у Wayback Machine.]
- Чубур А. А. Каменный век Восточной Европы в кривом зеркале российской лженауки [Архівовано 18 серпня 2016 у Wayback Machine.]

### Матеріали прихильників
- Тилак Б. Г. Арктическая родина в Ведах [Архівовано 8 січня 2021 у Wayback Machine.] / Пер. с англ. Н. Р. Гусевой. М.: ФАИР-ПРЕСС, 2001. 525 с.
- Гусева Н. Р. Русские сквозь тысячелетия. Арктическая теория. [Архівовано 29 серпня 2011 у Wayback Machine.] М.: Белые альвы, 1998. 160 с.
- Жарникова С. Мы кто в этой старой Европе? [Архівовано 9 січня 2021 у Wayback Machine.] // Наука и жизнь. 1997. № 5.
- The Whalers Atlas (Атлас Китобоев) [Архівовано 15 квітня 2021 у Wayback Machine.] by Dionysius Artifex 2021
- Список статей по арктической теории